# Super Coupe Félix Houphouët-Boigny
La Super Coupe Félix Houphouët-Boigny (dont le nom provient de feu Félix Houphouët-Boigny) est une compétition de football en Côte d'Ivoire créée dans les années 1970. 
La Coupe est un trophée prisé, important dans la panoplie des trophées des clubs ivoiriens.

## Histoire
De 2002 et l'arrivée de Jacques Anouma à la tête de la FIF jusqu'en 2012, la coupe se déroule en février et réunit les finalistes de la Coupe de Côte d'Ivoire et les deux premiers de la Ligue 1 Orange (auparavant elle se jouait en novembre). 
Depuis la fin de la saison 2012, elle se joue fin octobre, à l'issue de la saison et oppose le champion de Côte d'Ivoire au vainqueur de la Coupe de Côte d'Ivoire dans un match unique.

## Palmarès
| Année | Vainqueur       | Score              | Finaliste       |
| ----- | --------------- | ------------------ | --------------- |
| 1975  | ASEC Mimosas    |                    |                 |
| 1976  | Stella d'Adjamé |                    |                 |
| 1977  | Africa Sports   |                    |                 |
| 1978  | SC Gagnoa       |                    |                 |
| 1979  | Africa Sports   |                    |                 |
| 1980  | ASEC Mimosas    |                    |                 |
| 1981  | Africa Sports   | 1-0                | Stella d'Adjamé |
| 1982  | Africa Sports   |                    |                 |
| 1983  | ASEC Mimosas    |                    |                 |
| 1984  | Stella d'Adjamé |                    |                 |
| 1985  | Stade d'Abidjan |                    |                 |
| 1986  | Africa Sports   |                    |                 |
| 1987  | Africa Sports   |                    |                 |
| 1988  | Africa Sports   |                    |                 |
| 1989  | Africa Sports   |                    |                 |
| 1990  | ASEC Mimosas    |                    |                 |
| 1991  | Africa Sports   |                    |                 |
| 1992  | Pas d'Edition   | Pas d'Edition      | Pas d'Edition   |
| 1993  | Africa Sports   |                    |                 |
| 1994  | ASEC Mimosas    | 4-2                | Stade d'Abidjan |
| 1995  | ASEC Mimosas    | 4-4 (3 t.a.b. à 2) | Stade d'Abidjan |
| 1996  | SOA             |                    |                 |
| 1997  | ASEC Mimosas    | 3-0                | Africa Sports   |
| 1998  | ASEC Mimosas    | 2-0                | Africa Sports   |
| 1999  | ASEC Mimosas    | 2-1                | Africa Sports   |
| 2000  | Pas d'Edition   | Pas d'Edition      | Pas d'Edition   |
| 2001  | Pas d'Edition   | Pas d'Edition      | Pas d'Edition   |
| 2002  | Pas d'Edition   | Pas d'Edition      | Pas d'Edition   |
| 2003  | Africa Sports   | 1-1 (4 t.a.b. à 2) | Stella d'Adjamé |
| 2004  | ASEC Mimosas    | 2-1                | Stella d'Adjamé |
| 2005  | Séwé Sports     | 4-1                | JC Abidjan      |
| 2006  | ASEC Mimosas    | 1-0                | Denguelé Sports |
| 2007  | ASEC Mimosas    |                    |                 |
| 2008  | ASEC Mimosas    |                    |                 |
| 2009  | ASEC Mimosas    |                    |                 |
| 2010  | Pas d'Edition   | Pas d'Edition      | Pas d'Edition   |
| 2011  | JC Abidjan      | 1-1 (4 t.a.b. à 3) | ASEC Mimosas    |
| 2012  | ASEC Mimosas    | 2-1                | Africa Sports   |
| 2012  | Séwé Sports     | 4-0                | Stella d'Adjamé |
| 2013  | Séwé Sports     | 1-0                | ASEC Mimosas    |
| 2014  | Séwé Sports     | 2-0                | ASEC Mimosas    |
| 2015  | Africa Sports   | 1-0                | AS Tanda        |
| 2016  | AS Tanda        | 2-1                | Séwé Sports     |
| 2017  | ASEC Mimosas    | 1-0                | Africa Sports   |
| 2018  | Stade d'Abidjan | 2-1                | SC Gagnoa       |
| 2019  | SOA             | 3-0                | FC San Pédro    |
| 2020  | Pas d'Edition   | Pas d'Edition      | Pas d'Edition   |
| 2021  | Pas d'Edition   | Pas d'Edition      | Pas d'Edition   |
| 2022  | Pas d'Edition   | Pas d'Edition      | Pas d'Edition   |
| 2023  | ASEC Mimosas    | 1-0                | AFAD d'Abidjan  |

## Bilan
| Rang | Club            | Titres |
| ---- | --------------- | --- |
| 1    | ASEC Mimosas    | 17 (1975, 1980, 1983, 1990, 1994, 1995, 1997, 1998, 1999, 2004, 2006, 2007, 2008, 2009, 2012, 2017, 2023) |
| 2    | Africa Sports   | 12 (1977, 1979, 1981, 1982, 1986, 1987, 1988, 1989, 1991, 1993, 2003, 2015)                               |
| 3    | Séwé Sports     | 4 (2005, 2012, 2013, 2014)                                                                                |
| 4    | Stade d'Abidjan | 2 (1985, 2018)                                                                                            |
| 4    | Stella d'Adjamé | 2 (1976, 1984)                                                                                            |
| 4    | SOA             | 2 (1996, 2019)                                                                                            |
| 7    | JC Abidjan      | 1 (2011)                                                                                                  |
| 7    | SC Gagnoa       | 1 (1978)                                                                                                  |
| 7    | AS Tanda        | 1 (2016)                                                                                                  |